# Nicolaas Jacobus de Wet
Nicolaas Jacobus de Wet (Aliwal North, 11 de septiembre de 1873-Pretoria, 16 de marzo de 1960) fue un abogado y político sudafricano, que se desempeñó como Presidente del Tribunal Supremo de Justicia de Sudáfrica y como Gobernador General interino.

## Primeros años
De Wet nació y fue a la escuela en Aliwal North, y asistió al Victoria College de Stellenbosch. Luego fue al Downing College de la Universidad de Cambridge, donde su bachillerato en leyes (Primer Clase, con la Medalla de Canciller) en 1895. Fue admitido como advocate (Equivalente a un abogado) en 1896. Durante la Segunda Guerra Anglo-Bóer fue secretario militar del general Louis Botha, comandante general de las fuerzas armadas de los bóeres en Transvaal, y actuó como intérprete en la conferencia de paz que puso fin a la guerra en 1902.

## Carrera política
Después del final de la guerra, de Wet se unió a Botha en política y fue elegido como miembro de la Asamblea Legislativa de Transvaal en 1907, ejerciendo el cargo hasta 1910. Fue asesor legal de la delegación de Transvaal en la Convención Nacional celebrada entre 1908 y 1909, la cual redactó la Constitución de la Unión Sudafricana. En 1913, fue nombrado Consejero del Rey; así mismo, fue miembro fundador de la Suid-Afrikaanse Akademie vir Wetenskap en Kuns (Academia Sudafricana de Ciencia y Arte) en 1909.
De Wet sirvió como miembro del Parlamento de la Unión entre 1913 y 1929; entre 1913 y 1920 se desempeñó como miembro de la Cámara de la Asamblea y entre 1920 y 1929 se desempeñó como senador. Durante el Gobierno del Partido Sudafricano se desempeñó como Ministro de Justicia entre 1913 y 1924. Como Ministro tuvo que hacer frente a la situación legal derivada de un levantamiento afrikáner en 1914 y de la Rebelión del Rand en 1922.

## Carrera judicial
De Wet fue nombrado juez del Tribunal Supremo de Justicia en 1932, juez del Tribunal de Apelaciones en 1937 y presidente del Tribunal Supremo en 1939. Como Presidente del Tribunal Supremo, se le requirió ex officio para ejercer como Oficial Administrativo del Gobierno por una comisión inactiva, en ausencia del Gobernador General de la Unión Sudafricana, por lo que estaba vacante el cargo desde la muerte de Sir Patrick Duncan en 1943 y el nombramiento de Gideon Brand van Zyl en 1945.
Fue nombrado miembro del Consejo Privado del Reino Unido en 1939.

## Vida familiar
De Wet se casó dos veces. En la primera ocasión fue con Ella Scheepers, famosa por haber compuesto la canción afrikáans Sarie Marais, durante la primera guerra anglo-bóer. Su segunda esposa fue Jakomina du Toit.
De Wet murió en 1960. El hijo único de su primer matrimonio, el Dr. Quartus de Wet, quien también fue juez y abogado y fue quien presidió el Juicio por Traición de Rivonia, contra Nelson Mandela y otros activistas contra el apartheid, en 1963.